# Thiệu Lý
Thiệu Lý là một xã thuộc huyện Thiệu Hóa, tỉnh Thanh Hóa, Việt Nam.

## Địa lý
Xã Thiệu Lý nằm ở phía nam huyện Thiệu Hóa, có vị trí địa lý:
- Phía đông giáp xã Thiệu Trung
- Phía tây giáp xã Thiệu Viên và huyện Triệu Sơn
- Phía nam giáp xã Đông Hoàng, thành phố Thanh Hóa
- Phía bắc giáp xã Thiệu Vận.

Xã Thiệu Lý có diện tích 4,13 km², dân số năm 2022 là 5.715 người, mật độ dân số đạt 1.383 người/km².

## Hành chính
Xã Thiệu Lý được chia thành 3 làng: Hổ Đàm, Mỹ Lý, Nguyệt Lãng.

## Lịch sử
Vùng đất thuộc xã Thiệu Lý ngày nay, vào đầu thế kỉ 19 là các thôn Nguyệt Lãng, Mỹ Lý và Hổ Đàm thuộc xã Nhân Lý, tổng Vận Quy, huyện Đông Sơn, phủ Thiệu Thiên.
Từ năm 1900, tổng Vận Quy chuyển về thuộc huyện Thụy Nguyên, phủ Thiệu Hóa.
Cuối năm 1945, huyện Thụy Nguyên đổi thành huyện Thiệu Hóa.
Năm 1977, xã Thiệu Lý cùng với các xã phía nam sông Chu của huyện Thiệu Hóa sáp nhập với huyện Đông Sơn thành huyện Đông Thiệu.
Năm 1982, huyện Đông Thiệu đổi tên thành huyện Đông Sơn.
Năm 1996, xã Thiệu Lý thuộc huyện Thiệu Hóa mới tái lập.
Hiện nay, xã Thiệu Lý vẫn gồm ba làng như trên.